# ГЕС Лагунета
ГЕС Лагунета (Лімонар) — гідроелектростанція у центральній частині Колумбії поблизу її столиці Боготи. Знаходячись між ГЕС Сальто I—II (вище по течії) та ГЕС Даріо Валенсія, входить до складу каскаду на річці Богота, правій притоці Магдалени (впадає до Карибського моря в місті Барранкілья).
Відпрацьована на станціях Сальто вода потрапляє у річку, на якій невдовзі споруджена водозабірна гребля, котра утримує невелике балансуюче сховище з об'ємом 25,5 тис. м3. Звідси через правобережний гірський масив прокладено дериваційний тунель довжиною 2,2 км з діаметром 3,3 метра. Він переходить у напірні водоводи довжиною 0,9 км зі спадаючим діаметром від 2,1 до 1,9 метра, що спускаються по схилу до спорудженого на березі Боготи машинного залу.
У 1957-му станцію ввели в експлуатацію з трьома турбінами типу Френсіс потужністю по 18 МВт, до яких за три роки додали ще одну таку ж. При напорі у 286 метрів це обладнання забезпечує виробництво 412 млн кВт·год електроенергії на рік.
На сайті власника ГЕС — компанії EMGESA — її потужність наразі зазначена як 18 МВт, що відповідає лише одному гідроагрегату. Це може пояснюватись програмою відновлення, яку провадять у 2010-х роках на станціях боготійського каскаду[4].